# Gaspar Triverio
Gaspar Alexis Triverio (Aldao, Provincia de Santa Fe, Argentina, 6 de enero de 1995) es un futbolista argentino. Juega como mediocampista ofensivo. Actualmente juega en Mitre de Santiago del Estero. Es hermano menor del también futbolista Enrique Triverio.

## Clubes
| Club                         | País      | Año           |
| ---------------------------- | --------- | ------------- |
| Libertad de Sunchales        | Argentina | 2015-2017     |
| Sportivo Belgrano            | Argentina | 2017-2018     |
| Chaco For Ever               | Argentina | 2018-2021     |
| Deportivo Madryn             | Argentina | 2021-2022     |
| Motagua                      | Honduras  | 2023          |
| Victoria                     | Honduras  | 2023-2024     |
| Mitre de Santiago del Estero | Argentina | 2024-presente |